# Ecuador (chanson)
Pour les articles homonymes, voir Ecuador (homonymie).
Singles de Sash!
Encore une fois
(1997) Stay
(1997)
Ecuador est une chanson d'eurodance du groupe allemand Sash! issue de son premier album studio, It's My Life (1997). Le single est sorti en tant que troisième single de l'album le 22 avril 1997. La chanson est devenue un succès international et a atteint le top 20 des classements dans plus de dix pays dans le monde.

## Liste des pistes
- CD maxi single en Allemagne[1]

1. Ecuador (Single Mix (With Intro)) – 3:31
2. Ecuador (Original 12é) – 5:53
3. Ecuador (Future Breeze Mix) – 6:06
4. Ecuador (Klubbheads Mix) – 6:31
5. Ecuador (Bruce Wayne Mix) – 5:48
6. Ecuador (Feelmachine Mix) – 5:45

- CD maxi single au Royaume-Uni[2]

1. Ecuador (Original Radio Edit) – 3:31
2. Ecuador [Eat Me Edit (Bruce Wayne Mix)] – 3:57
3. Ecuador (K-Klass Klub Mix) – 8:14
4. Ecuador (Bruce Wayne Mix) – 5:48
5. Ecuador (Future Breeze Mix) – 5:34
6. Ecuador (Original 12" Mix) – 5:23
7. Ecuador (Powerblast Dub) – 7:30

- 12" vinyle en Belgique[3]

A1. Ecuador (Klubbheads Mix) – 6:32
A2. Ecuador (Klubbheads Dub) – 4:18
A3. Ecuador (Feelmachine Mix) – 5:45
B1. Ecuador (Bruce Wayne Mix) – 5:48
B2. Ecuador (Future Breeze Mix) – 6:06
B3. Ecuador (Original 12") – 5:53

## Crédits et personnels
- Auteur-compositeur – Ralf Kappmeier, Sascha Lappessen, Thomas Alisson, Rodriguez
- Réalisateur artistique – Sash!, Tokapi, Klubbheads
- Pochette – Kowalkowski

## Classement hebdomadaire
| Classement (1997)                       | Meilleure position |
| --------------------------------------- | ------------------ |
| Allemagne (Media Control AG)            | 7                  |
| Autriche (Ö3 Austria Top 40)            | 16                 |
| Belgique (Flandre Ultratop 50 Dance)    | 4                  |
| Belgique (Flandre Ultratop 50 Singles)  | 1                  |
| Belgique (Wallonie Ultratop 50 Dance)   | 4                  |
| Belgique (Wallonie Ultratop 50 Singles) | 2                  |
| Canada (Dance RPM)                      | 1                  |
| Danemark (IFPI)                         | 3                  |
| États-Unis (Dance Club Songs)           | 1                  |
| Europe (Hot 100)                        | 3                  |
| Finlande (Suomen virallinen lista)      | 3                  |
| France (SNEP)                           | 12                 |
| Irlande (IRMA)                          | 4                  |
| Nouvelle-Zélande (RMNZ)                 | 40                 |
| Norvège (VG-lista)                      | 4                  |
| Pays-Bas (Nederlandse Top 40)           | 8                  |
| Royaume-Uni (UK Singles Chart)          | 2                  |
| Suède (Sverigetopplistan)               | 4                  |
| Suisse (Schweizer Hitparade)            | 8                  |

## Samples, remixes et adaptations
(décembre 2022).
Si vous disposez d'ouvrages ou d'articles de référence ou si vous connaissez des sites web de qualité traitant du thème abordé ici, merci de compléter l'article en donnant les références utiles à sa vérifiabilité et en les liant à la section « Notes et références ».
En 2005, le groupe Starstylers adapte la chanson pour le single Keep On Moving.
En 2010, la chanson a été reprise par le groupe Fonzerelli.
En 2011, Ecuador est remixée dans la chanson Mirror Mirror interprétée par Jean Pearl.
En 2013, la chanson est reprise par le groupe ItaloBrothers sous le titre This Is  Nightlife.
En 2016, Olly James remixe la chanson sous le même titre, éditée par Spinnin' Records.
En 2018, la chanteuse Tal sample Ecuador dans sa chanson Mondial coécrite avec Soprano. Aucun crédit n'a été fait.
En 2020, le DJ belge Yves V s'inspire de la mélodie pour son titre Home Now en featuring avec la chanteuse Alida.
En 2021, la chanteuse Carly Rae Jepsen reprend le single Keep on Moving de Starstylers toujours avec le même titre.
En 2023, le DJ R3hab et la chanteuse Inna reprennent la mélodie dans la chanson Rock My Body.